# مسنلو
مسنلو (بالفارسية: مسنلو) هي مستوطنة تقع في تشارواماق الشرقية الريفية في إيران. يقدر عدد سكانها بـ 168 نسمة .